# Marino Di Fonte
Marino Di Fonte (Bari, 25 febbraio 1921 – ...) è stato un calciatore italiano, di ruolo attaccante.

## Carriera
Dopo una stagione in Serie C con il Trani, debutta in Serie B nel 1946-1947 con il Taranto, e dopo la fusione con l'Arsenale disputa anche i successivi tre campionati di Serie B con l'Arsenaltaranto collezionando 80 presenze e 23 reti.
Nel 1950 passa al Foggia dove gioca per due anni in Serie C.